# Rehling Konrád
Rehling Konrád  (Pécs, 1874. november 26. – Eger, 1957. június 6.) magyar bányamérnök, aki 1920 és 1942 között állt a MÁK Rt. tatabányai bányaigazgatósága élén. Munkásjóléti intézkedési emlékezetesek.

## Életpályája
A selmecbányai akadémia elvégzése után Királdon a Magyar Általános Kőszénbánya (MÁK Rt.) szolgálatába lépett. 1903-ban bányagondnok, 1912-ben bányaigazgató volt 1916-ban a tatai bányászathoz helyezték át, hol 1920-ban a bánya- és ipari üzemek vezető igazgatója lett. Több korszerű aknaüzemet létesített és a szénínség enyhítése érdekében bányamunkát nagyarányú gépesítéssel könnyítette meg. A gyengébb minőségű szén-égőpala kitermelése céljából a villamos erőművet fokozatosan bővítve megépítette a  Közép-Dunántúl nagy részét villamos árammal ellátó veszprémi távvezetéket. Ő indította meg 1936-ban  az oroszlányi medence széntermelését. Szorgalmazta az égőpala felhasználását, bővítette az égőpalát felhasználó üzemeket, illetve   az új üzemeket égőpala üzemre rendeztette be. A MÁK Rehling időszakéban számos egészségügyi, kulturális és sportintézményeket létesített.

## Emlékezete
- Tatabányán a  Rehling Konrád utca őrzi nevét.[1]